# Reudnitz (Cavertitz)
Reudnitz ist ein Ortsteil der Gemeinde Cavertitz im Landkreis Nordsachsen in Sachsen.

## Geografie und Verkehrsanbindung
Der Ort liegt nordwestlich des Kernortes Cavertitz an der Kreisstraße K 8920. Nordwestlich und südlich des Ortes erstreckt sich das etwa 157,5 ha große Naturschutzgebiet Reudnitz, in dem 13 Teiche liegen.

## Kulturdenkmale
In der Liste der Kulturdenkmale in Cavertitz ist für Reudnitz ein Kulturdenkmal aufgeführt.